# Evair
Evair (født 21. februar 1965) er en tidligere brasiliansk fodboldspiller.

## Brasiliens fodboldlandshold
| Brasiliens landshold | Brasiliens landshold | Brasiliens landshold |
| År                   | Kmp                  | Mål                  |
| -------------------- | -------------------- | -------------------- |
| 1992                 | 2                    | 0                    |
| 1993                 | 7                    | 2                    |
| Total                | 9                    | 2                    |